# Louis Gallois
Louis Gallois (1944. január 26. –) francia üzletember. 2007 és 2012 között az EADS európai légi védelmi vállalat vezérigazgatója volt.

## Életrajz
Gallois több állami osztályt vezetett pályafutása során.
A francia védelmi minisztérium polgári és katonai kabinetjének vezetőjévé nevezték ki (1988-1989). A repülőgép- és rakétahajtóműveket gyártó Snecma elnök-vezérigazgatója volt 1989-től 1992-ig, amikor az Aérospatiale, egy francia állami légitársaság vezérigazgatója lett. A társaságot 1996-ig vezette, amikor az SNCF, Franciaország nemzeti állami vasúttársaságának elnöke lett.
Gallois 2006. július 2-án csatlakozott az EADS-hez, miután Noël Forgeard lemondott. Forgeard a bennfentes kereskedelem vádja után lemondott, amit ő tagadott. A Forgeard hetekkel azelőtt adta el EADS-részvényeit, hogy az Airbus leányvállalata bejelentette, hogy az Airbus A380 ismét késni fog. A bejelentés 26%-os esést okozott az EADS részvényeinek árfolyamában.
2006. október 9-én Gallois váltotta Christian Streiffet az Airbus S.A.S. repülőgépgyártó vezérigazgatói posztján. 2007. július 16-án az EADS irányítási struktúrája megváltozott, és Galloist öt évre kinevezték az EADS vezérigazgatójává. 2012. május 31-én az Airbus akkori vezérigazgatója, Tom Enders váltotta.
Gallois az École centrale de Paris igazgatótanácsának tagja és a Fondation Villette-Entreprises elnöke. 2012-ben, közvetlenül az EADS elhagyása után Gallois a kormány befektetési biztosa lett. Posztját 2014-ig töltötte be.
2012 júniusában a FNARS (Fédération nationale des Associations d'accueil et de réinsertion sociale) elnökévé választották, amely csoport a társadalmi és szolidaritási akciókkal foglalkozik.
Louis Gallois a HEC Paris-on és az ENA-n végzett.